# 神余親綱
神余 親綱（かなまり ちかつな）は、戦国時代から安土桃山時代にかけての武将。上杉氏の家臣。旗本衆。

## 生涯
神余氏は安房国の国人であったが、越後国へ移って上杉氏に仕え、親綱の祖父・昌綱の代から京都雑掌・外交官として重用されていた。
神余実綱の子として誕生。親綱も父祖の跡を継ぎ、越後国主となった長尾景虎（後の上杉謙信）の下で重用された。代官として主に京都に駐在し、朝廷や幕府との折衝の傍ら、公家の三条西家に接近して越後の特産品の売買に関する奉行職も勤める。特に青苧による取引は上杉氏の重要な資金源となり、謙信の関東遠征を資金面で支えた。
天文21年（1552年）5月12日、謙信が従五位下・弾正少弼に叙任されたことに対する謝儀の使者となり入洛。将軍家へ御礼の品々を献上した返礼として、義藤印判の御内書並びに備前国宗の太刀を賜り、同年6月28日に京都より帰着する。天文22年（1553年）秋に主君・謙信が初上洛した際には奔走の末、後奈良天皇への拝謁を成功させた。永禄元年（1558年）には帰京した室町幕府13代将軍・足利義輝を祝うための使者にもなっている。
天正5年（1577年）には、山吉豊守の死去により転封された山吉氏に代わり、越後三条城主として取り立てられる。
主君・謙信の死後に起こった上杉氏のお家騒動である御館の乱においては、当初は木場城の山吉景長らと共に上杉景勝方に付く動きを見せたが、栃尾城主の本庄秀綱と共に上杉景虎方として参戦。その後も、景勝方の勧誘工作にも応じずに黒滝城を攻撃した。景虎が自刃した後も抵抗を続け、一旦は和議の調停を申し出るも決裂。天正8年（1580年）、景長が三条城内の旧臣に内応を誘い、それに応じた者により討たれた。